# NGC 3138
NGC 3138 (również PGC 29532) – galaktyka spiralna (Sbc), znajdująca się w gwiazdozbiorze Hydry. Odkrył ją w 1886 roku Francis Leavenworth.